# Mestre d'escacs
Un mestre d'escacs és un jugador d'escacs que té un nivell d'habilitat tal que li permet, en general, de vèncer jugadors experts (que són els que gairebé sempre guanyen contra la majoria dels aficionats). Entre els jugadors d'escacs, el terme és sovint abreujat com a mestre; el sentit queda clar depenent del context.
Des dels inicis registrats dels escacs, fins a l'establiment de les organitzacions i federacions d'escacs, el terme mestre era simplement una opinió. Els jugadors que havien demostrat la seva fortalesa en el joc, es guanyaven la reputació informal de ser mestres d'escacs.
Quan els escacs es van fer més populars, a la segona meitat del segle xix, el títol va començar a ser lliurat per les organitzacions. Per exemple, a Alemanya, va sorgir un torneig anual patrocinat, el Hauptturnier, els guanyadors del qual eren guardonats amb el títol de Mestre Nacional. Emanuel Lasker, que més tard esdevindria Campió del Món, va obtenir en primer lloc un títol de mestre en un d'aquests torneigs.
La constitució de la comissió mundial d'escacs, Federació Internacional d'Escacs (FIDE), va comportar la creació de títols superiors als de "mestre nacional". La FIDE va crear els títols de "Mestre Internacional" i de "Gran Mestre", atorgats d'acord amb uns requisits preestablerts. Amb el temps, es va crear també el títol de "Mestre de la FIDE", com el títol de més baix nivell expedit per l'organització.
En el camp dels escacs per correspondència, la Federació Internacional d'Escacs per Correspondència (ICCF), entrega els títols de "Mestre Internacional", "Mestre Internacional Sènior", i "Gran Mestre Internacional d'escacs per correspondència". Aquests títols també són reconeguts per la FIDE.
La Federació d'Escacs dels Estats Units (USCF) atorga el títol de Mestre Nacional a qualsevol persona que aconsegueix un Elo USCF de 2200, i el títol de Mestre Sènior (o Superior) a qualsevol persona que aconsegueix una qualificació USCF de 2400. La USCF també premia amb el títol de "Mestre Vitalici" (Life Master en anglès) a qualsevol jugador que mantingui una qualificació Elo de 2200 durant un total de 300 o més partides durant la seva vida. Als Estats Units, el títol de "Mestre Nacional" és atorgat de per vida, independentment de si la qualificació d'un Mestre Nacional posteriorment descendeix per sota de 2200.
La Federació Catalana d'Escacs atorga el títol de Mestre Català a qui assoleixi els requisits mínims establerts reglamentàriament. El títol és vitalici.